# 普通辉石
普通辉石是一种单链硅酸盐矿石，属于辉石类矿石。其化学组成为(Ca,Na)(Mg,Fe,Al,Ti)(Si,Al)2O6,可视为是钙铁辉石（CaFeSi2O6）和透辉石（MgCaSi2O6）的固溶体，但除去这两种端元矿物外，普通辉石中还可能含有铝、钛和钠等元素。

## 存在
普通辉石是含镁铁含量较高的火成岩例如辉长岩和玄武岩的主要成分，也存在于较高温度下形成的变质岩如含镁铁较高的麻粒岩中，常与长石类矿物，橄榄石和其他辉石类矿物伴生。
1792年亚伯拉罕·戈特洛布·维尔纳因其样品呈现光泽而将其命名为“augite”，因为希腊语中的“augites”意为“明亮”。而实际上只有少量的普通辉石样品具有光泽，常见的普通辉石多为黑、深绿、深棕色的颜色暗淡的矿物。印度肯河流域出产的辉石因含有树枝状晶体结构，为透明的普通辉石。常被用作宝石，做成装饰品流行于印度各地。